# فيرجيل دوناتي
فيرجيل دوناتي (بالإنجليزية: Virgil Donati)‏ هو طبال وعازف بيانو أسترالي، ولد في 22 أكتوبر 1958 في ملبورن في أستراليا.

## وصلات خارجية
- الموقع الرسمي
- فيرجيل دوناتي على موقع ميوزك برينز (الإنجليزية)
- فيرجيل دوناتي على موقع ديسكوغز (الإنجليزية)